# Ray Wu
Ray Wu (* 14. August 1928 in Peking als Wú Ruì, chinesisch 吳瑞 / 吴瑞; †  10. Februar 2008 in Ithaca, New York) war ein Molekularbiologe und Genetiker, der seit 1966 an der Cornell University forschte. Er galt als einer der Pioniere der so genannten Grünen Gentechnik. Er befasste sich vor allem mit der Entwicklung von gentechnisch veränderten Reissorten, die gegen Hitze, Trockenheit, Schädlinge und Versalzung widerstandsfähiger sein sollten als konventionell gezüchteter Reis.

## Leben
Ray Wu war der Sohn des Molekularbiologie-Pioniers Wu Hsien (1893–1959). Er siedelte 1948, auf dem Höhepunkt des Chinesischen Bürgerkriegs, aus China in die USA über und erhielt dort seine akademische Ausbildung. 1950 bestand er die Bachelor-Prüfung im Fach Chemie an der University of Alabama in Tuscaloosa, 1955 folgte das Doktor-Examen in Biochemie an der University of Pennsylvania. 1961 nahm er die Staatsbürgerschaft der USA an. Ab 1966 gehörte er der Cornell University an, zunächst als associate professor für Biochemie und Molekularbiologie und ab 1972 als ordentlicher Professor. 2004 wurde er zum Liberty Hyde Bailey Professor für Molekularbiologie und Genetik ernannt. Parallel zu seinen Verpflichtungen in den USA hatte er seit Beginn der 1990er-Jahre sowohl in Taiwan als auch in der Volksrepublik China Lehraufträge inne und war Berater der Regierungen beider Staaten.
Bereits 1970 hatte er die erste Methode entwickelt, um DNA zu sequenzieren und zu klonieren. Frederick Sanger entwickelte Wus Methode fort und errang dafür 1980 den Nobelpreis für Chemie. Auf Wus frühen Vorarbeiten beruhen die heute gängigen Verfahren zur Analyse von Genen bis hin zum Humangenomprojekt und der Vielzahl sequenzierter Organismen.
Wu starb am 10. Februar 2008 im Cayuga Medical Center in Ithaca, N.Y. im Alter von 79 Jahren. Die Chinese Biological Investigators Society (CBIS) kündigte nach seinem Tod an, unter Wus Namen eine Stiftung zu gründen, die den wissenschaftlichen Austausch zwischen Asien und dem Westen fördern soll.

## Belege
1. ↑  Geneticist shaped hybrid rice strains. (Memento vom 19. November 2008 im Internet Archive). Nachruf, im Original publiziert in der Los Angeles Times vom 28. Februar 2008.

| Personendaten    | Personendaten                                    |
| ---------------- | ------------------------------------------------ |
| NAME             | Wu, Ray                                          |
| ALTERNATIVNAMEN  | Wu Rui                                           |
| KURZBESCHREIBUNG | US-amerikanischer Molekularbiologe und Genetiker |
| GEBURTSDATUM     | 14. August 1928                                  |
| GEBURTSORT       | Peking                                           |
| STERBEDATUM      | 10. Februar 2008                                 |
| STERBEORT        | Ithaca, New York                                 |